# Chiến tranh Liên minh thứ Bảy
| Napoleonic Wars |                                                               |
| [Bản đồ tương tác toàn màn hình] |                                                               |
| Key:- 1 Third Coalition: Germany 1803:...Austerlitz... 2 Fourth Coalition: Prussia 1806:...Jena... 3 Peninsular War: Portugal 1807...Torres Vedras... 4 Peninsular War: Spain 1808...Vitoria... 5 Fifth Coalition: Austria 1809:...Wagram... 6 French invasion of Russia 1812:...Moscow... 7 Sixth Coalition: Germany 1813:...Leipzig... 8 Sixth Coalition: France 1814:...Paris... 9 Hundred Days 1815:...Waterloo... |                                                               |
| | Biểu đồ hiện đang tạm thời không khả dụng do vấn đề kĩ thuật. |

Chiến tranh Liên minh thứ Bảy (tiếng Pháp: Guerre de la Septième Coalition), hay Triều đại Một trăm ngày (tiếng Pháp: les Cent-Jours IPA: [le sɑ̃ ʒuʁ]) là Liên minh cuối cùng trong loạt bảy Liên minh giữa một số cường quốc châu Âu, chống lại hoàng đế Napoléon Bonaparte và đế quốc Pháp. Liên minh thứ Bảy được gấp rút thành lập – sau khi Napoléon trốn khỏi đảo Elba trở về Pháp – và gồm vương quốc Anh, Nga, Áo, Phổ, Thụy Điển, Hà Lan, Tây Ban Nha, Bồ Đào Nha, Liên bang Đức (Deutscher Bund), Hannover, quân nổi dậy Chouan và Breton (Pháp).

## Bối cảnh lịch sử
Sau khi bị Liên minh thứ sáu đánh bại và chiếm Paris vào đầu năm 1814, hoàng đế Napoléon Bonaparte đã buộc phải thoái vị và bị đi đày ở đảo Elba (Địa Trung Hải). Ngày 20 tháng 4 năm 1814, Napoléon từ giã các thuộc hạ tại Fontainebleau, tới Saint-Raphaël lên tàu và tới cảng Portoferraio (đảo Elba) ngày 3 tháng 5 năm 1814. Tuy nhiên Napoléon không chịu an phận, vẫn mưu tìm dịp trở về Pháp nắm lại quyền hành.
Ngày 26 tháng 2 năm 1815, lợi dụng lúc vắng các tàu Anh–Pháp canh gác, Napoléon cùng các tùy tùng đã trốn khỏi đảo Elba. Ngày 1 tháng 3 năm 1815, lúc 5 giờ sáng Napoléon cùng khoảng 600 tùy tùng đặt chân lên Golfe-Juan (Pháp), tới 23 giờ đêm, Napoléon cùng đoàn tùy tùng đi bộ về hướng Paris. Ngày 6 tháng 3 năm 1815, Napoléon rời Gap đi Grenoble, khi tới ngoài thành này thì gặp Trung đoàn 5 Bộ Binh, được cử đi để bắt Napoléon, nhưng Napoléon đã thuyết phục được Trung đoàn trưởng cùng quân sĩ theo phe mình. Tới ngày 7 tháng 3 năm 1815, Napoléon lại thuyết phục được Trung đoàn 7 Bộ Binh cũng theo mình. Khi tiến vào Lyon lúc 20 giờ tối, thì Napoléon đã có trong tay 8.000 quân cùng 30 súng đại bác. Tới ngày 14 tháng 3 năm 1815, khi Napoléon ngủ lại Châlons-en-Champage thì thống chế Michel Ney cũng đem 6.000 quân theo. Cứ thế, Napoléon vừa tiến về Paris vừa thu phục các đội quân Pháp theo mình.
Ngày 19 tháng 3 năm 1815, vua Louis XVIII phải rời điện Tuileries, chạy về hướng Beauvais. Ngày 20 tháng 3 năm 1815, lúc 20 giờ, Napoléon tiến chiếm điện Tuileries. Cùng ngày, quân bảo hoàng Vendée nổi dậy chống Napoléon.
Thời kỳ này trong lịch sử Pháp được gọi là thời kỳ Một trăm ngày (Les Cent Jours) tính từ ngày 20 tháng 3 năm 1815 – khi Napoléon về tới Paris chiếm lại quyền hành – tới ngày 8 tháng 7 năm 1815, ngày vua Louis XVIII trở lại làm vua Pháp (thực ra là 111 ngày). (Câu Les Cent Jours là câu do viên thị trưởng thành phố Paris – bá tước Chabrol – dùng trong bài diễn văn chào mừng vua Louis XVIII).

## Phản ứng của phe Liên minh
Lúc đó các cường quốc Liên minh thứ sáu – sau khi thắng Pháp – đang họp Hội nghị Wien (từ 1 tháng 10 năm 1814 tới 9 tháng 6 năm 1815) để hoạch định lại biên giới các nước đã bị Pháp xâm chiếm trước đây. Ngày 13 tháng 3 năm 1815 – bảy ngày trước khi Napoléon về tới Paris – các cường quốc này tuyên bố đặt Napoléon ngoài vòng pháp luật. Bốn ngày sau – ngày 17 tháng 3 năm 1815 – các vương quốc Anh, Nga, Áo, Phổ huy động mỗi nước 150.000 quân, nhằm đánh bại Napoléon lần chót. Ngày 25 tháng 3 năm 1815, các nước Anh, Nga, Áo, Phổ ký một Hiệp ước ở Wien, tái xác định lập trường kiên quyết không giảng hòa với Napoléon. Ngày 27 tháng 5 năm 1815, các vua Nga, Áo, Phổ rời Wien, cầm quân chống Pháp.

## Chiến trường Napoli
Khi Napoléon còn đang trên đường trở lại Paris, thì ngày 15 tháng 3 năm 1815, thống chế Joachim Murat (em rể của Napoléon) đang làm vua vương quốc Napoli, tuyên chiến với quân Áo đóng tại Ý. Ngày 3 tháng 4 năm 1815, quân hai bên bắt đầu giao tranh với nhau. Quân Napoli thắng trận đầu, rồi thua liên tiếp 12 trận sau. Tới ngày 20 tháng 5 năm 1815, Murat phải xin ký Hòa ước Casalanza với Áo và Anh. Liên minh đưa Ferdinando I trở lại làm vua Napoli.

## Chiến trường Bỉ và Pháp
Sau khi chiếm lại quyền hành từ vua Louis XVIII, Napoléon nỗ lực phát triển quân đội. Ông ta lập được 8 quân đoàn gồm khoảng 200.000 binh sĩ với đoàn Vệ quốc quân khoảng 180.000, chia ra thành 3.130 tiểu đoàn. Napoléon thấy cần phải tấn công quân Liên minh trước, để đẩy quân Anh ra biển và đánh tan quân Phổ.
Napoléon chia quân ra 3 mũi tiến tới biên giới Pháp–Bỉ: cánh trái dưới quyền chỉ huy của thống chế Michel Ney, cánh phải do thống chế Grouchy chỉ huy, Napoléon chỉ huy đạo quân trừ bị ở giữa. Cả ba mũi giữ khoảng cách gần nhau để dễ tiếp ứng. Quân Pháp vượt biên giới ở Thuin, gần Charleroi (Bỉ).
Quân Liên minh của tướng Arthur Wellesley có 93.000, đại bản doanh đóng tại Bruxelles (Bỉ), quân Phổ của thống chế Blücher có 116.000, đặt đại bản doanh tại Namur. Như vậy quân Liên minh được bố trí trên một mặt trận dài gần 90 dặm (xuyên qua ngang nước Bỉ ngày nay), nếu phải tập trung quân lại theo chiều ngang thì phải mất 6 ngày, còn gom lại theo chiều sâu thì mất 3 ngày.
Ngày 16 tháng 6 năm 1815, Liên quân của tướng Wellesley đụng độ với quân của thống chế Ney tại trận Quatre-Bras (ngã tư đường ở Wallonia, Bỉ), quân của thống chế Ney thắng về chiến lược, nhưng tới 21 giờ cùng ngày thì quân Pháp phải từ bỏ phần đất đã chiếm được. Cùng ngày, quân của Napoléon cũng đụng độ với quân Phổ của thống chế Blücher tại trận Ligny (Bỉ), trận này quân Pháp thắng.
Ngày 18 tháng 6 năm 1815, tại trận Waterloo (gần Bruxelles, Bỉ) Napoléon chỉ huy 59.000 lính bộ binh, 12.600 kỵ binh và 246 súng đại bác tấn công quân Liên minh của tướng Wellesley với 56.000 bộ binh, 12.000 kỵ binh và 156 súng đại bác phòng thủ tại đây. Hai bên ác chiến, quyết liệt giành giật từng tấc đất. Tới chiều thì thống chế Blücher đem 53.000 Phổ tới tiếp viện, đánh thọc vào sườn, phá tan thế trận của Pháp khiến Napoléon phải tháo chạy về Pháp. Cùng ngày trên, 33.000 quân Pháp của thống chế Grouchy cũng đụng độ với 17.000 quân Phổ của tướng Johann von Thielmann tại trận Wavre (Bỉ). Tới 19 tháng 6 năm 1815, thì quân Pháp thắng, nhưng quân Phổ – dù ít hơn – đã thành công trong việc cầm chân quân Pháp, không để cho đi tiếp ứng Napoléon ở trận Waterloo.

## Hậu quả
Trở về Paris – ba ngày sau trận Waterloo – Napoléon Bonaparte phải tuyên bố thoái vị lần thứ hai vào ngày 22 tháng 6 năm 1815. Ngày 25 tháng 6 năm 1815, thủ tướng chính phủ lâm thời Pháp là Fouché yêu cầu Napoléon rời khỏi Paris. Ông ta trở về lâu đài Malmaison (Hauts-de-Seine) (nơi ở của người vợ trước Joséphine de Beauharnais, nay đã chết) và tìm cách trốn khỏi Pháp. Sau nhiều lần tìm cách xuống tàu đi Hoa Kỳ không thành công, cuối cùng ngày 15 tháng 7 năm 1815 Napoléon phải tự nguyện ra đầu thú viên thuyền trưởng Maitland của tàu HMS Bellerophon của Hải quân Hoàng gia Anh ở ngoài cảng Rochefort. Tàu này chở ông ta về Anh, nhưng không cho ông ta lên bờ. Ngày 7 tháng 8 năm 1815 Napoléon rời tàu HMS Bellerophon sang tàu HMS Northumberland đưa tới đảo Saint Helena trên Đại Tây Dương để chịu lưu đày. Napoléon từ trần tại đây ngày 5 tháng 5 năm 1821.

## Các trận chiến giữa phe Pháp và Liên minh thứ Bảy
- 3 tháng 4 năm 1815: trận Panaro (Ý) – vương quốc Napoli thắng Áo
- 8–9 tháng 4 năm 1815: trận Occhiobello (Ý) – Áo thắng vương quốc Napoli
- 10 tháng 4 năm 1815: trận Capri (Ý) – Áo thắng vương quốc Napoli
- 12 tháng 4 năm 1815: trận Casaglia (Ý) – Áo thắng vương quốc Napoli
- 21 tháng 4 năm 1815: trận Ronco (Ý) – Áo thắng vương quốc Napoli
- 23 tháng 4 năm 1815: trận Cesenatico (Ý) – Áo thắng vương quốc Napoli
- 28 tháng 4 năm 1815: trận Pesaro (Ý) – Áo thắng vương quốc Napoli
- 1 tháng 5 năm 1815: trận Scapezzano (Ý) – Áo thắng vương quốc Napoli
- 2–3 tháng 5 năm 1815: trận Tolentino (Ý) – Áo thắng vương quốc Napoli
- 5–30 tháng 5 năm 1815: trận Ancona (Ý) – Anh-Áo thắng vương quốc Napoli
- 13 tháng 5 năm 1815: trận Castel di Sangro (Ý) – Áo thắng vương quốc Napoli
- 15–17 tháng 5 năm 1815: trận San Germano (Ý) – Áo thắng vương quốc Napoli
- 28 tháng 5 – 8 tháng 8 năm 1815: trận Gaeta (Ý) – Anh-Áo thắng vương quốc Napoli
- 16 tháng 6 năm 1815: trận Quatre-Bras (Bỉ) – Pháp thắng Liên quân Anh
- 16 tháng 6 năm 1815: trận Ligny (Bỉ) – Pháp thắng Phổ chiến thuật, Phổ thắng Pháp chiến lược
- 18 tháng 6 năm 1815: trận Waterloo (Bỉ) – quân Liên minh thắng Pháp
- 18–19 tháng 6 năm 1815: trận Wavre (Bỉ) – Pháp thắng Phổ chiến thuật, Phổ thắng Pháp chiến lược
- 28 tháng 6 năm 1815: trận La Suffel (Pháp) – Pháp thắng Liên minh
- 1 tháng 7 năm 1815: trận Roquencourt (Pháp) – Pháp thắng Phổ
- 3 tháng 7 năm 1815: trận Issy (Pháp) – Phổ thắng Pháp